# گدی (اسطوره‌شناسی)
گدی (انگلیسی: Gedi) در اساطیر فیجی، گدی (Ngendi) یک است خدای باروری که استفاده از آتش را به بشریت آموخت.